# Koningsdag 2014
Koningsdag 2014 was de dag van 26 april waarop de eerste Koningsdag in Nederland werd gevierd.
De koninklijke familie bezocht op deze dag de Noord-Hollandse plaatsen De Rijp en Amstelveen. Deze plaatsen zouden aanvankelijk zijn bezocht bij de viering van Koninginnedag op 30 april 2013. Deze kreeg vanwege de troonswisseling echter een ander karakter.
Koningsdag 2014 is ook gevierd op de Nederlandse diplomatieke posten in het buitenland en op de eilanden van de voormalige Nederlandse Antillen het Caribisch gebied. Zo vierde Aruba Koningsdag ook op 26 april, maar op Curaçao werd Koningsdag in 2014 nog eenmaal op 30 april gevierd. Op Bonaire is zelfs besloten 30 april (Dia di Rincon) ook in volgende jaren als officiële vrije dag te handhaven.
Ook de Nederlandse militairen in de missiegebieden van Turkije, Afghanistan, Mali en Zuid-Soedan stonden stil bij Koningsdag.